# 'Aoa
'Aoa è un villaggio delle Samoa Americane appartenente alla contea di Vaifanua del Distretto orientale. Il villaggio di 'Aoa è sito nell'est dell'isola di Tutuila, nelle Samoa Americane. È localizzato sulla costa nord e è collegato al villaggio di Amouli, che invece è sulla costa sud.